# Гора (Кубенское сельское поселение, у д. Федоровское)
Гора́ — деревня в Харовском районе Вологодской области.
Входит в состав Кубенского сельского поселения, с точки зрения административно-территориального деления — в Кубинский сельсовет.
Расстояние до районного центра Харовска по автодороге — 30 км, до центра муниципального образования Сорожина по прямой — 18 км. Ближайшие населённые пункты — Самылиха, Ершиха, Колыбаниха, Федоровское, Максимиха, Коркинское.